# Pasul Tihuța

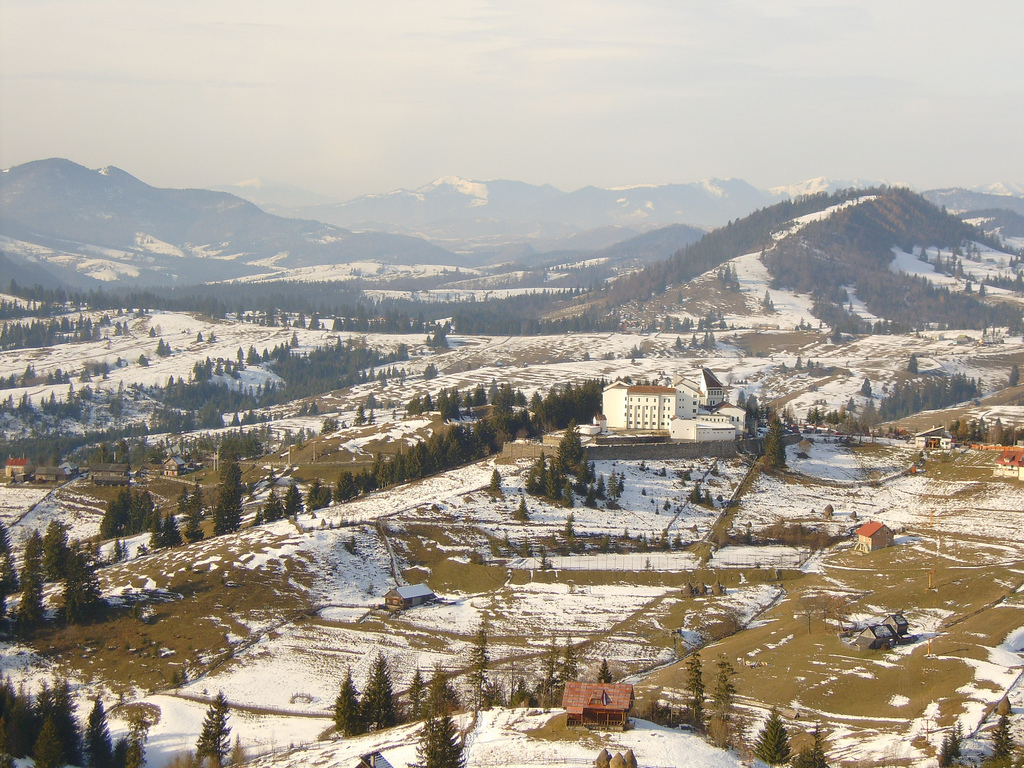
Valea Piatra Fântânele

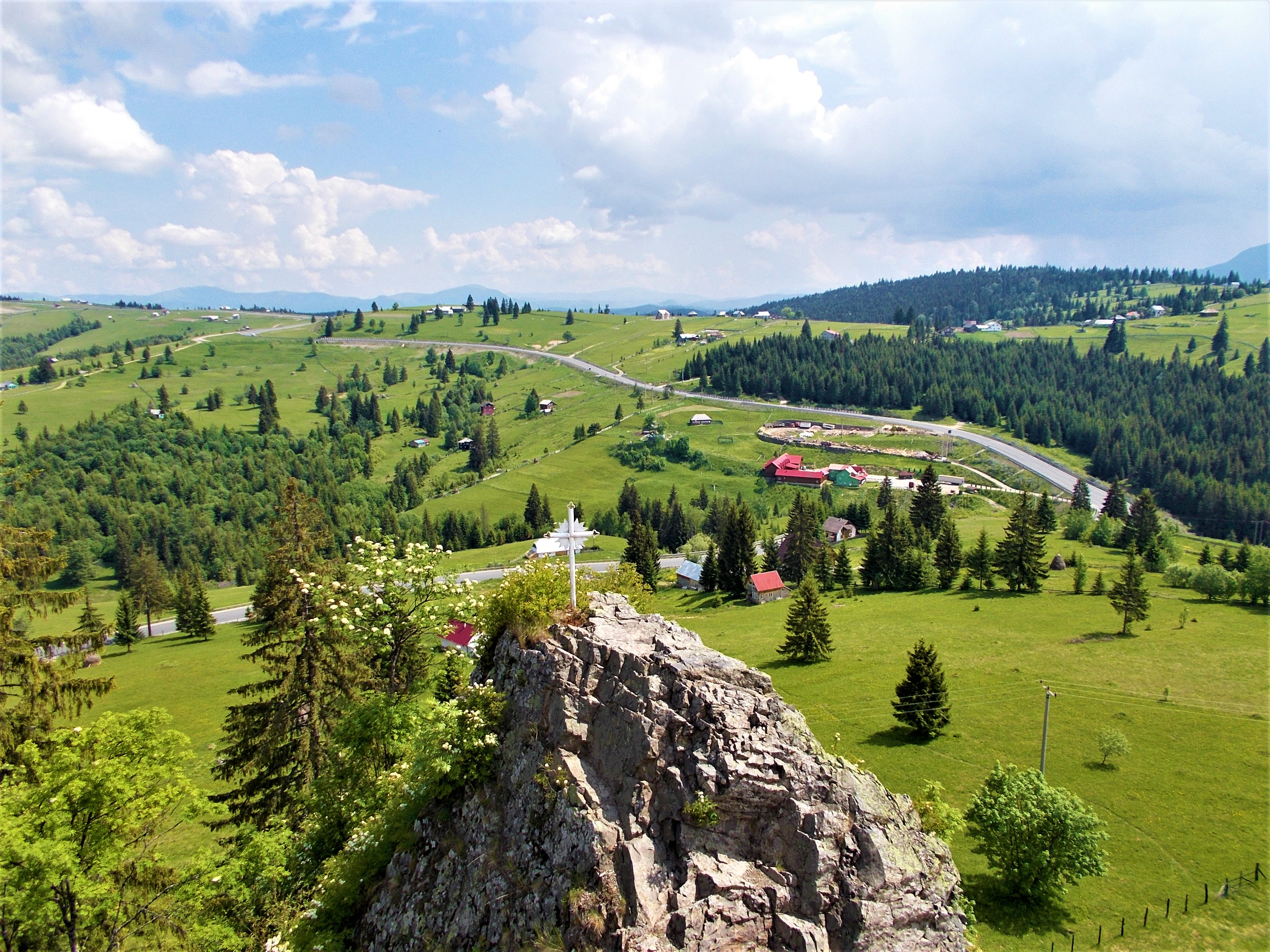
Pasul Tihuța

Pasul Tihuța (numit și Pasul Bârgău, în maghiară Borgói-hágó), este o trecătoare situată în grupa nordică a  Carpaților Orientali în sud-estul Munților Bârgău, la o altitudine de 1201 m. Este situat pe drumul național DN17 (pe o porțiune suprapusă Drumului european E58) și asigură legătura între Depresiunea Dornelor și Depresiunea colinară a Transilvaniei.

## Date geografice
Trecătoarea este situată pe culmea dintre Măgura Calului (1229) – situată la est și Muntele Piatra Fântânele (1067) situat la vest.
Cele mai apropiate stații de cale ferată se găsesc pe căile ferate secundare 502 – la Teșna și 516 la Dornișoara
Climatul este tonic, cu aer puternic ozonat.
În apropiere se găsesc – spre nord Pasul Grădinița, spre nord–est Pasul Mestecăniș,  spre est Pasul Păltiniș și spre sud–est Pasul Creanga.

## File de istorie
Vechiul drum comercial a fost abandonat la începutul secolului XIX, șoseaua care acum trece prin pas fiind construită la inițiativa Consiliului de Război al Armatei Austro-Ungare, între 1812-1817.. În 1969 drumul a fost mai întâi betonat, apoi asfaltat.

## Repere

Mănăstirea Piatra Fântânele

În toamna 2013, aici a avut loc primul „Festival al Usturoiului”.
Obiective turistice de interes situate în apropiere
- Tinovul Poiana Stampei
- Stațiunea turistică Piatra Fântânele (1201 m). Aici se află un hotel care se vrea o copie a celui imaginat de Bram Stoker în romanul Dracula[8], pârtii de schi, pârtii de săniuțe[4][9]
- Mănăstirea Piatra Fântânele, unde se află ridicată o cruce metalică de 31 m[10] (30 m după alte surse[4][11])
- Lacul Colibița

În apropierea pasului, la 850-1150 m altitudine, suprapus parțial peste drumul actual spre Ciosa, există o porțiune de aproximativ 12 km de drum pavat cu piatră. a cărei origine este controversată. Etichetat ca fiind fie o porțiune comună cu vechiul drum comercial a unui drum roman, fie un drum medieval sau grăniceresc, traseul său   este: Defileul Bârgaului - DN 17- Fața Prislopului - Dosul Zâmbroaiei - Culmea Tășăuleasa - Culmea Opcioara - Ilița Corchii - Iliuța Calului - Măgura Calului - DN17 - Pasul Tihuța. Stratul de piatră este distrus în mai multe zone, fie de eroziune, fie datorită folosirii ca o cale de transport forestieră. Drumul,  cu o lățime de 12 m, este practicabil pe toată lungimea sa, marcat și integrat circuitului turistic.. 

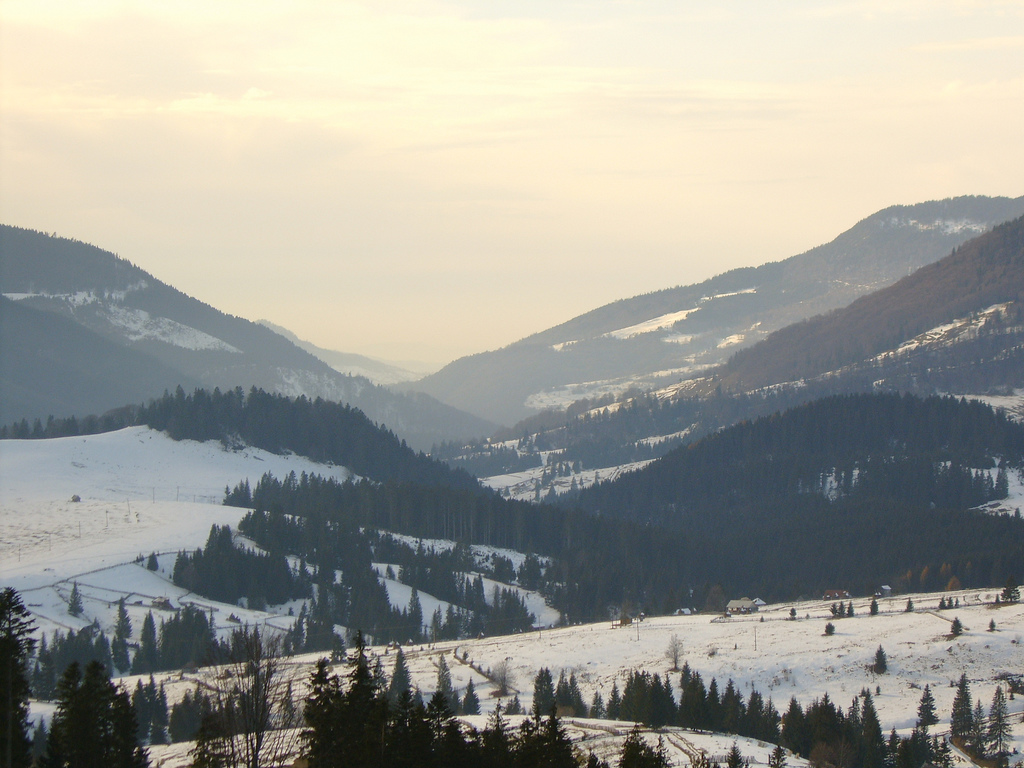
Perspectivă de pe Telescaun

Deși este asemănător unei căi de comunicație romane (este acoperit cu piatră, are lățimea corespunzătoare, rigolă de scurgere a apelor de ploaie, borduri, trotuare și urmeazătoate regulile topografice ale amplasării drumurilor romane), totuși argumentele pentru originea lui antică sau medievală  sunt insuficiente sau chiar contrarii. Este posibil ca să fi fost construit ca o cale de transport pentru piatra necesară consolidării căii de acces principale, folosită de Imperiul Habsburgic pentru acesul în Bucovina.

## Nume

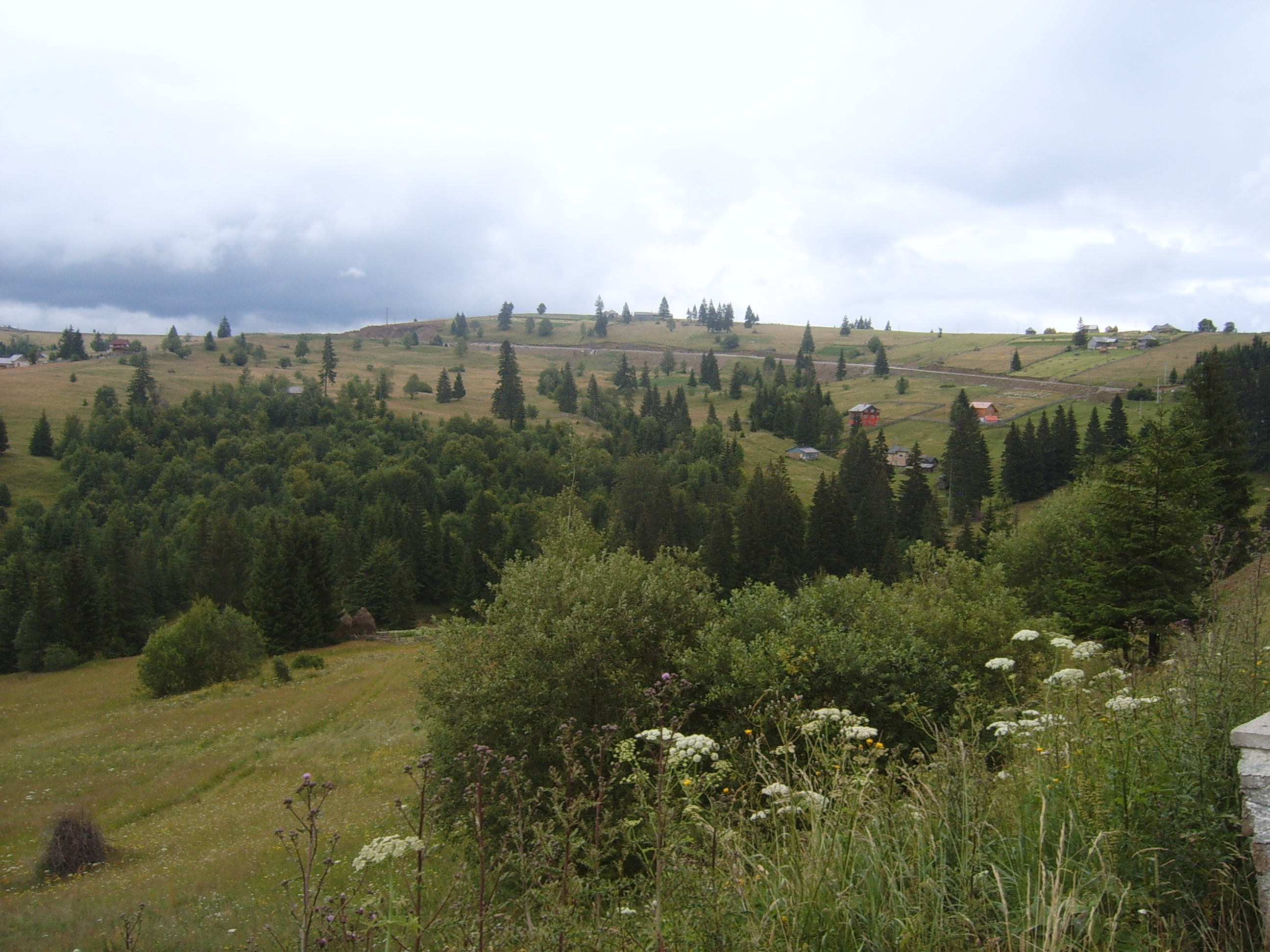
Perspectivă

Sub numele de Pasul Bârgău sau Borgo Pass, a apărut pentru prima dată după construcția pe valea Bîrgăului a drumului de legătură dintre Transilvania și Bucovina, în harta elaborată ca urmare a celeia de-a treia ridicări topografice austriece (1869-1887). În literatură, această denumire se găsește în romanul Dracula al lui Bram Stoker, desemnând locul unde avocatul Jonathan Harker este așteptat de caleașca contelui, să fie dus la castelul său din Carpați. Ea este reluată ca atare în ecranizările corespondente din 1931 (cea produsă de Universal Studios și cea în limba spaniolă), ale cărții.